# یواس‌اس ویلکینسون (دی‌ال-۵)
یواس‌اس ویلکینسون (دی‌ال-۵) (به انگلیسی: USS Wilkinson (DL-5)) یک کشتی بود که طول آن 493'0" (150.3 m) بود. این کشتی در سال ۱۹۵۲ ساخته شد.